# The sad sad planet
the sad sad planet（サッド・サッド・プラネット）は、2000年秋に結成された、そよぎ（Vo, Lyrics）、工藤浩二郎（Sax, EG, Music）による2人組ストリート系ユニット。「サップラ」と略称される。2002年4月27日インディーズデビュー。毎週末、東京のJR新宿駅周辺を中心にストリートライブを行っている。また、年に数回のハウスライブが開催されている。
なお、「サップラー」とは「サップラ」ファンのこと。

## メンバー
そよぎ
Vo, Lyrics
10月29日生まれ、O型
工藤浩二郎（工藤こうじろう）
the sad sad planetのリーダー。プロデューサーでもある。（ex, BLUE FEILD+）
Sax, EG, Key, Music
大分県出身、10月12日生まれ、O型
the sad sad planet bandメンバー
過去、ライブやCD制作に参加したことのあるメンバーを順不同に一覧する。
4+（EG, AG.）（ヨンプラス）
藤岡伸行（Ba.）（藤ボン）
高嶋伸弥（Dr.）
SUNNY（Key.）
ただすけ（Key.）
諸岡大也（Key.）（モロモロ）（PAINT MEに参加）
平林直樹（Ba.）（ヒラリン）（トゥオネラのアリアに参加）
佐藤ヒロタカ（Guitars）(ファルコン)（REBIRTHING〜再誕生〜から参加）
山田 "Anthony" サトシ（Bass）（アンソニー、バンマス）（REBIRTHING〜再誕生〜から参加）
松原 "マツキチ" 寛（Drums）（REBIRTHING〜再誕生〜から参加）
sammy（Guitars）（第5回冬のサップラ大感謝祭に参加）
池田ジンケ健児（Guitars）
KAZU（パーカッション）
ちょめ（きっちゃん）（Guitars)（「木蓮の花」のギターなど）
伊藤弘（パーカッション）（カケラバンク）
山口鷹（ドラム）（『鮮烈なセルリアンブルー』から参加）
今川瞬（ギター）（マンゴジュウに参加）
the sad sad planet bandゲストメンバー
阿部祐也（Vo.）ex,サザーランド（SUTHER RAND）
"PUMP"小畑（Dr.）ex, すかんち
津田直士（Key.)

## 歴史
2000年秋 - 結成
- 工藤はサックスプレイヤーとして様々なバンドで活動していたが、バンド活動を継続することの困難さから、自らの音楽を自らプロデュースするかたちで展開すべく、独自の楽曲制作と、そしてボーカル探しを始める。
- そよぎは「家が近かったから」という理由で工藤の出していたボーカル募集にたまたま応募。工藤による数回にわたるオーディションの結果、決定となった。これにて工藤の新ユニット結成となる。
- なお、工藤はそよぎを見出すまでに1年以上かけて50人以上のオーディションを行っている。

2000年冬〜2001年春 - 最初のデモ音源制作
- 新ユニットにとって最初の楽曲となる「しずかな雨」のデモ音源制作に着手。完成までに半年かかる。（※「しずかな雨」はそよぎのオーディションに使用された曲である。）
- さらに2曲目「あなたの音」を制作。このデモ音源を様々なコンテストに送る。
- デモ音源を送る上で、友人達により「the sad sad planet」の名称が決定される。

2001年夏〜2001年秋 - デモ音源への反響
- デモ音源の反響があるものの、契約面から慎重な対応をとりつづける。
- 秋頃「嵐が丘」、「メロディアス」が誕生する。

2001年冬 - インディーズデビューへ向けてアルバム制作開始
- インフィニットレコード（当時）にて、CDリリースの話が進む。
- 「そよぎ」と命名。「そよぎ」はマンガのキャラクターからとって本人が命名。

2002年1月 - 初ライブ敢行
- 「新宿MARZ」にて初ライブが行われる。
- このライブでそよぎは初めて人前で歌うこととなった。

2002年4月27日 - 1st mini album「The Sad Sad Planet」リリース
- 「The Sad Sad Planet」のリリース、インディーズデビューを飾る。
- しかし、このアルバム制作中そしてプロモーション中に、工藤とそよぎは自分達の方法論あるいは理想との隔たりを感じる。
- このことがきっかけとなって、直接自分達の楽曲を届けるべく、現在の活動の基盤となるストリートライブを始めることとなる。

2002年夏 - 最初のストリートライブ
- JR新宿駅東南口で、最初のストリートライブが行われる。（※詳細な日付は不明）

2004年2月22日 - 初の単独ハウスライブ
- 渋谷のライブハウス「乙-kinoto-」にて、最初の単独ハウスライブが開催される。

2008年夏 - 文化放送「Ge Ta Cha」5週勝ち抜き
2008年秋 - 「LIVE ON！フレッツ光」最優秀作品賞受賞
- 応募502作品からの中から「フレームアウト」が人気ランキング5位で通過。

最終10作品の審査により、最優秀作品賞を受賞。
2009年8月1日 - 新宿撤退宣言
- 新宿でのストリートライブが続けられなくなった。街の事情としては、人を集めすぎるのが理由とのこと。代わりに川崎などでストリートライブを実施することに。

2009年 - ワンマンライブ20回突破
- いつが20回なのか本人たちも把握していないらしい。

2010年12月1日 - 凍結宣言
- 翌年1月23日のワンマンライブをもって、当面ワンマンライブという形式を凍結（お休み）することに。しばらく充電するだけで、サップラをやめるわけではないとしていた。

2011年7月15日 - ストリート復帰
- ストリートライブに復帰することに。
- 7月にはフルバンドでイベント参加。10月にはそよぎの初のソロワンマンライブと新たな試みも。

2012年7月 - ワンマンライブ30回突破
- 1日2回公演のこの日に30回突破。

2013年 - 新スタイルのワンマンライブに挑戦
2014年 - そよぎさんの結婚式翌日にムチャブリワンマンライブ
2015年 - バンドスタイル復活！！
2016年 - 裏方として楽曲制作をスタート
2017年 - CDデビューから15周年

## 作品

### CD
リリース時期順に一覧する。
- The Sad Sad Planet
ミニアルバム第1作／2002年4月27日リリース
1.嵐が丘／2.しずかな雨／3.あなたの音／4.メロディアス／5.嵐が丘〜acoustic version〜／6.嵐が丘〜ブラジルカブレmix〜
インディーズデビューを果たした1枚である。一方で、ストリート展開するきっかけとなった1枚でもある。
- Black & White
デモCD第1弾／2002年リリース（※2007年7月27日現在SOLD OUT）
1.search & destroy／2.陽だまりロンド
- 真実、現実
デモCD第2弾／2003年3月27日リリース（※2007年7月27日現在SOLD OUT）
1.ムーピーゲーム／2.地球の鼓動
- 陽だまりロンド
マキシシングル第1作／2003年10月8日リリース
1.陽だまりロンド／2.マクベス／3.鬼灯（ほおずき）
収録曲の「陽だまりロンド」はサップラの最も有名な楽曲の一つとなっている。
- search&destroy
マキシシングル第2作／2004年1月23日リリース
1.search & destroy／2.地球の鼓動／3.make a wish
- ムーピーゲーム
マキシシングル第3作／2004年4月15日リリース
1.ムーピーゲーム／2.春枝タクト／3.もくれんの花
- 雨のコンチェルト／神様のボート
デモCD第3弾／2004年9月10日リリース（※2007年7月27日現在SOLD OUT）
1.雨のコンチェルト／2.神様のボート
- 雨のコンチェルト
マキシシングル第4作／2004年12月19日リリース
1.雨のコンチェルト／2.カタストロフ／3.神様のボート
- ちいさなひかり
アルバム第1作／2005年10月29日リリース
1.青いブランケット／2.春枝タクト／3.影がない／4.別れのうた／5.ちいさなひかり／6.地球の鼓動／7.陽だまりロンド／8.神様のボート
ベストアルバムと位置付けられる。なお、5曲目「ちいさなひかり」はインストルメンタルの挿入曲であり、それ以外の7曲が、アルバムタイトルが7文字であることと、7色のレインボーカラーに対応付くという演出が為されている。
- カタルシス
アルバム第2作／2006年11月22日リリース
1.泣いてはいけない／2.Dear Princess／3.TOTAL KILLING／4.アルカディア／5.リビングウィル／6.空中ブランコ
- LIVE RECORDINGS from 「PAINT ME」
ライブCD第1弾（デモCD第4弾）／2007年6月29日リリース
1.ムーピーゲーム／2.ブルー／3.オモイトゲ
5月12日開催のライブ「PAINT ME」における録音。
- FRAME OUT
デモCD第5弾／2007年7月27日リリース（2008年4月19日現在SOLD OUT。2008年7月18日より期間限定復活）
1.フレームアウト／2.質問
- go now
デモCD第6弾／2007年8月25日リリース
1.go now／2.尊い瞬き
- NEW "DEMO" TAKE
サップラオフィシャル企画デモCD／2008年4月19日リリース／1000枚限定
1.瞬間テレポート／2.ハーモニー／3.my bird／4.私の味方／5.フレームアウト／6.スノージュエル
- 瞬間テレポート
デモCD第7弾／2008年7月18日リリース
1.瞬間テレポート／2.ハーモニー
- Yes
アルバム第3作／2009年1月21日全国発売（2008年11月15日ライブ会場にて先行販売）
1. アフロディーテ／2. やさしき瞳／3. 瞬間テレポート／4. 金色の矢／5. ブルー／6. フレームアウト／7.エアポケット／8.手紙
- あなたのためにできること
デモCD第8弾?／2009年10月1日リリース
1.あなたのためにできること／2.Runner
- はだかのこころ
デモCD第9弾?／2011年6月26日リリース
1.はだかのこころ／2.タイムトラベル
- ヘブンリーブルー
デモCD第10弾?／2011年8月27日リリース
1.ヘブンリーブルー／2.旅に出る
- スイートハート
そよぎ初のソロCD／2011年10月14日リリース
1.スイートハート／2.ピアノ
- 未来の写真
デモCD第11弾?／2011年12月18日リリース
1.未来の写真／2.Silent night
- 長いため息の終わり
デモCD第12弾?／2012年2月18日リリース
1.長いため息の終わり／2.悪戯なキス
- 絶望の淵
デモCD第13弾?／2013年8月11日リリース
1.絶望の淵／2.プラトニック
- ロストハイウェイ
デモCD第14弾?／2013年10月12日リリース
1.ロストハイウェイ／2.奇跡の人
- すべて自分の決めたこと
デモCD／2014年8月リリース
1.春の誓い／2.34／3.ロンググッドバイ／4.背中の菩薩／5.春の誓い(カラオケ)／6.ロンググッドバイ(カラオケ)
- ジゴクノハテ
デモ single CD／2015年6月7日リリース
1.ジゴクノハテ／2：幻のひかり（インスト曲）／3：ボーナストラック
- 絶対服従
デモ single CD／2015年12月13日リリース
1.絶対服従／2：die away／3：タイムトラベル（初回限定　再収録）／4：Silent Night（初回限定　再収録）
- アイノコトバ
5th single CD／2017年6月14日リリース／配信限定
1.アイノコトバ
- NEW DEMO TAKE 3
デモCD／2020年6月20日リリース
1：行方不明（オープニング）／2：スーパーパワー／3：真白き鳥／4：ロストハイウェイ／5：ジゴクノハテ／6：冬のサクラ／7：行方不明

### DVD
※2011年ぐらいまでは入場者特典での非売品であったが、近年は、販売品となっている。
- the sad sad planet for you
ライブ「〜Neige〜」入場者へのクリスマスプレゼントとして配布。
- the sad sad planet for you 2
ライブ「光と影のアルカディア ∞ infinity 」入場者プレゼント配布。
- the sad sad planet for you 3
ライブ「PAINT ME」入場者プレゼント配布。ライブ「トゥオネラのアリア」チケット、ストリートにて購入の特典。
- the sad sad planet for you 4
ライブ「トゥオネラのアリア」入場者プレゼント配布。
- the sad sad planet for you 5
ライブ「第2回年忘れサップラ大感謝祭」入場者プレゼント配布。
- the sad sad planet for you 6
ライブ「HEAVEN〜ヘブン〜」入場者プレゼント配布。
- the sad sad planet for you 7
ライブ「REBIRTHING〜再誕生〜」入場者プレゼント配布。
〔内容〕サップラからのメッセージ、ライブ「HEAVEN〜ヘブン〜」のダイジェスト
- the sad sad planet for you 8
ライブ「2009年7月18日 永遠のモノローグ」チケット購入特典
〔内容〕サップラからのメッセージ、ライブ「REBIRTHING〜再誕生〜」のダイジェスト（前半）
- the sad sad planet for you 9
ライブ「2009年7月19日 一瞬のダイアローグ」チケット購入特典
〔内容〕サップラからのメッセージ、ライブ「REBIRTHING〜再誕生〜」のダイジェスト（後半）
- the sad sad planet for you 10
ライブ「2009年7月18日 永遠のモノローグ」入場者プレゼント配布。
〔内容〕サップラからのメッセージ、ライブ「第3回 冬のサップラ大感謝祭〜新春歌い初め!アコースティックでクロニクル〜」の前半
- the sad sad planet for you 11
ライブ「2009年7月19日 永遠のモノローグ」入場者プレゼント配布。
〔内容〕サップラからのメッセージ、ライブ「第3回 冬のサップラ大感謝祭〜新春歌い初め!アコースティックでクロニクル〜」の後半
- the sad sad planet for you 12
ライブ「2009年10月28日 SHOOTING LIVE 〜for you special〜」入場者プレゼント配布。
〔内容〕サップラからのメッセージ、ライブ「LIVE 2009 〜永遠のモノローグ〜」のダイジェスト
- the sad sad planet for you 13
ライブ「2010年1月10日 第４回 冬のサップラ大感謝祭 〜冬の太陽〜」入場者プレゼント配布。
〔内容〕サップラからのメッセージ、ライブ「SHOOTING LIVE 〜for you special〜」のダイジェスト（3曲分）
- the sad sad planet 1st LIVE DVD 「SHOOTING LIVE 〜for you special〜 at ASTRO HALL」
初のライブDVD 2枚組　(2500円)
2009年10月28日 原宿アストロホールにて演奏された14曲を全収録&MC集+バックステージ風景
- the sad sad planet for you 14
ライブ「2010年6月27日 LIVE 2010 〜Fantastic Moment〜」入場者プレゼント配布。
〔内容〕6月6日の三井アウトレットパーク多摩南大沢でのフリーライブと楽屋裏&コメント付き。
- the sad sad planet for you 15
ライブ「2010年10月31日 LIVE 2010 PASSION」入場者プレゼント配布。
〔内容〕
☆6/27ライブから5曲「嵐が丘」「TOTAL KILLING」「Silent night」「はだかのこころ」「ヘブンリーブルー」
☆リハーサル風景「春枝タクト」「ムーピーゲーム」
☆サップラバンドコメント付き。
- the sad sad planet for you 16
ライブ「2011年1月23日 冬のサップラ大感謝祭 〜ピアノはともだち♪〜」入場者プレゼント配布。
〔内容〕10/31ライブから5曲「ブルー」「影がない」「ヘブンリーブルー」「はだかのこころ」「タイムトラベル」&コメント
- LIVE DVD
トートバッグ＆LIVE DVDのセット(3000円)
〔内容〕2014.10.13『「はじまりの10月14年目の今を生きる。」～夜を生きる～』をノーカットで。
- LIVE DVD / LIVE2015『奇跡のメテオロス』
ライブ「2015.01.24 at下北沢WAVER」を完全収録(2000円)
〔内容〕1.嵐ヶ丘, 2.春枝タクト, 3.ムーピーゲーム, 4.ブルー, 5.影がない, 6.アフロディーテ, 7.ダイアリー, 8.ヘブンリーブルー, 9.あなたの音, 10.絶望の淵, 11.カウントダウン, 12.ジゴクノハテ （新曲）, 13.ロンググッドバイ, 14.あなたのためにできること, 15.陽だまりロンド, 16.神様のボート, EN1.しずかな雨, EN.春の誓い
- LIVE DVD / 『ファム・ファタールの徴、赤。』2015.6.7 at 下北沢WAVER
〔内容〕1.やさしき瞳／2.ロストハイウェイ／3.die away／4.背中の菩薩／5.陽だまりロンド／6.リビングウィル／7.空中ブランコ　（2000円)
- LIVE DVD / 『鮮烈なセルリアンブルー』2015.9.6 at 下北沢WAVER
〔内容〕1.絶対服従／2.アフロディーテ／3.マクベス／4.Dear Princess／5.絶望の淵／6.青いブランケット／7.ムーピーゲーム／8.ジゴクノハテ／9.陽だまりロンド／10.go now（10曲入り　2000円）
- LIVE DVD / 『15TH ANNIVERSARY LIVE ～アイノコトバ～』(PRIVATE) 2017.11.11 at SHIBUYA TAKE OFF 7
〔内容〕1.アフロディーテ／2.TOTAL KILLING／3.マクベス／4.ジゴクノハテ／5.陽だまりロンド／6.アイノコトバ（6曲入り　2000円）

## ライブ
ライブ開催実績を一覧する。
- ｢陽だまりロンド」発売記念プレミアムライブ
1stワンマン(?)／2003年11月14日／新宿MARZ
CD「陽だまりロンド」に添付されたオビ（チケット）を持参した来場者は無料のライブ。
- 真冬のエトワール
1stワンマン／2004年2月22日／渋谷・乙（KINOTO）
記念すべき初単独ライブである。
- プリマの旋律
2ndワンマン／2004年5月23日／SHIBUYA O-NEST
- 向かい風の奇跡〜共鳴〜
3rdワンマン／2004年7月11日／SHIBUYA O-Crest
- 光と影のアルカディア
4thワンマン／2004年10月1日／SHIBUYA O-WEST
当面の最大目標であった「O-WEST」でのライブ開催を達成した。
- Noel〜ノエル
5thワンマン／2004年12月19日／SHIBUYA BOXX
- 『雨のコンチェルト』発売記念プレミアムライブ
2005年2月1日／SHIBUYA BOXX
シングル『雨のコンチェルト』購入者100組200名を無料招待。
- 光と影のアルカディア2〜incomplete constellation〜
2005年5月13日／SHIBUYA O-WEST
- ハートストリングス〜early autumn〜
2005年9月17日／原宿アストロホール
- Neige
2005年12月24日／原宿アストロホール
- 絶対湿度
2006年5月27日／原宿アストロホール
1. 春枝タクト／2.ムーピーゲーム／3.Dear Princess／4.TOTAL KILLING／5.影がない／6.神様のボート／7.鬼灯／8.go now／9.アルカディア／10.雨のコンチェルト／11.青いブランケット／12.リビングウィル（※新曲）／13.泣いてはいけない（※新曲）／14.カタストロフ／15.陽だまりロンド／16.空中ブランコ／EN1.私の味方／EN2.しずかな雨
- 光と影のアルカディア∞infinity
2006年10月7日／SHIBUYA O-WEST
1. 青いブランケット／2.空中ブランコ／3.あなたの音／4.TOTAL KILLING／5.影がない／6.カタストロフ／7.アルカディア（そよぎ弾き語り）／8.尊い瞬き（工藤、そよぎアコ）／9.地球の鼓動（メンバーアコ）／10.（インスト）／11.Dear Princess／12.雨のコンチェルト／13.エアポケット（※新曲）／14.泣いてはいけない／15.ムーピーゲーム／16.陽だまりロンド／17.リビングウィル／EN1.my bird／EN2.go now
- 2nd album カタルシス発売記念 年忘れサップラ大感謝祭 〜年の瀬に2回公演だよ!〜
2006年12月30日／SHIBUYA BOXX
  - 静なる昼の祭
1.おおきなうた／2.陽だまりロンド／3.嵐が丘／4.雨のコンチェルト／5.質問（※新曲）／6.make a wish／7.メロディアス／8.風の谷のナウシカ（※w/ポンすけ）／9.人魚（※w/ポンすけ）／10.Dear Pincess／11.空中ブランコ／12.エアポケット／EN.go now
  - 動なる夜の祭
1.Dear Princess／2.青いブランケット／3.ムーピーゲーム／4.エアポケット／5.search & destroy／6.神様のボート／7.リトルレディ／8.あなたの音（※w/サザーランド阿部祐也）／9.サイレントムービー（※w/サザーランド阿部祐也）／10.スノージュエル（※新曲）／11.雨のコンチェルト／12.泣いてはいけない／13.空中ブランコ／14.陽だまりロンド／EN.リビングウィル
- PAINT ME
2007年5月12日／原宿アストロホール
1. スノージュエル／2.青いブランケット／3.春枝タクト／4.オモイトゲ（※新曲）／5.スプリングフィーバー／6.TOTAL KILLING／7.エアポケット／8.木連の花／9.質問／10.ブルー（※新曲）／11.リビングウィル／12.カタストロフ／13.Dear Princess／14.ムーピーゲーム／15.空中ブランコ／16.陽だまりロンド／17.神様のボート／EN.フレームアウト（※新曲）
- トゥオネラのアリア
2007年9月16日／原宿アストロホール
1.嵐が丘／2.Dear Princess／3.瞬間テレポート（※新曲）／4.青いブランケット／5.影がない／6.TOTAL KILLING／7.マクベス／8.質問／9.ブルー／10.地球の鼓動／11.雨のコンチェルト／12.私の味方／13.ハーモニー（※新曲）／14.空中ブランコ／15.陽だまりロンド／16.エアポケット／17.フレームアウト／EN.go now
- 第2回年忘れサップラ大感謝祭 〜今年はアコースティックライブだよ!〜
2007年12月29日／SHIBUYA BOXX
1.リトルレディ／〜開会宣言〜／2.go now／3.嵐が丘／4.Search&Destroy／5.雨のコンチェルト／6.地球の鼓動／7.Allelujah「Fairground Attraction」(※カバー)／8.Swallowtail Butterfly 〜あいのうた〜「YEN TOWN BAND」(※カバー)／〜質問コーナー〜／9.別れのうた／朗読／10.あなたの音／11.フレームアウト／朗読／12.Helpless（※新曲）／13.リビングウィル／14.瞬間テレポート／15.空中ブランコ／EN.陽だまりロンド
- HEAVEN〜ヘブン〜
2008年6月8日／SHIBUYA O-WEST
〜Theme of Heaven 01〜／1.アフロディーテ（新曲）／2.ハーモニー／3.Dear Princess／4.フレームアウト／5.ブルー／6.影がない／7.Search & destroy／8.金色の矢／9.雨のコンチェルト／10.地球の鼓動／〜Theme of Heaven 02〜／11.青いブランケット／12.瞬間テレポート／13.手紙（新曲）／14.my bird／15.空中ブランコ／16.陽だまりロンド／〜Theme of Heaven 03〜／17.神様のボート／EN.私の味方
- REBIRTHING〜再誕生〜
2008年11月15日／DUO MUSIC EXCHANGE
〜REBIRTHING〜／1.雨のコンチェルト／2.エアポケット／3.瞬間テレポート／4.ムーピーゲーム／5.ブルー／6.影がない／7.アフロディーテ／8.鬼灯／9.金色の矢／10.別れのうた／11.フレームアウト／12.やさしき瞳（新曲）／13.ハーモニー／14.春枝タクト／15.空中ブランコ／16.陽だまりロンド／17.手紙／EN1.青いブランケット／EN2.リビングウィル
- 第3回冬のサップラ大感謝祭〜新春歌い初め!アコースティックでクロニクル〜
2009年1月18日／SHIBUYA BOXX
  - 昼の部
1.嵐が丘／2.しずかな雨／3.あなたの音／4.メロディアス／5.尊い瞬き／6.鬼灯／7.しなやかな腕の祈り／8.heavenly days（カバー）／9.search&destroy／10.地球の鼓動／11.ムーピーゲーム／12.春枝タクト／13.陽だまりロンド／14.雨のコンチェルト
  - 夜の部
1.青いブランケット／2.泣いてはいけない／3.Dear Princess／4.アルカディア／5.リヴィングウィル／6.空中ブランコ／7.One more time.One more chance（カバー）／8.瞬間テレポート／9.私の味方／10.フレームアウト／11.やさしき瞳／12.エアポケット／13.手紙／EN.陽だまりロンド
- LIVE 2009 〜永遠のモノローグ〜
2009年7月18日／SHIBUYA BOXX／初の2days 1日目
1. 泣いてはいけない／2. 瞬間テレポート／3. 雨のコンチェルト／4. ダイアリー／5. 質問／6. 地球の鼓動／7. ムーピーゲーム／8. 空中ブランコ／SE〜Theme of Dark〜／9. 嵐が丘／10. 影がない／11. search&destroy／〜テルミン〜／12. マクベス／13. ブルー／14.新曲The Runner（ランナー）／15. アフロディーテ／16. TOTAL KILLING／17.新曲あなたのためにできること／EN. 手紙
- LIVE 2009 〜一瞬のダイアローグ〜
2009年7月19日／SHIBUYA BOXX／初の2days 2日目
1. カタストロフ／2. やさしき瞳／3. 瞬間テレポート／4. 青いブランケット／5. 影がない／〜Drum　Solo〜／6. アフロディーテ／7. TOTAL KILLING／8. 質問／9. 私の味方／10. 手紙／〜Piano Solo〜／11. 雨のコンチェルト／12. フレームアウト／13. 新曲あなたのためにできること／14. ムーピーゲーム／15.空中ブランコ／16. 陽だまりロンド／17. 神様のボート／EN. 新曲The Runner（ランナー）
- SHOOTING LIVE 〜for you special〜
2009年10月28日／原宿アストロホール／初の本格的ビデオ撮影、プレミアムライブも含めると24回目のワンマンライブ。アストロホールでは6回目。
1. 青いブランケット／2. ムーピーゲーム／3. やさしき瞳／4. 手紙／5.アフロディーテ／6. TOTAL KILLING／7. マクベス／8. ヘブンリーブルー（新曲）／9. The Runner〜ランナー〜／10. あなたのためにできること／11. 空中ブランコ／12. カタストロフ／13. 陽だまりロンド／en:雨のコンチェルト
- 第4回 冬のサップラ大感謝祭 〜冬の太陽〜
2010年1月10日／SHIBUYA BOXX
1. メロディアス／2. dear princess／3. ヘブンリーブルー／4. 別れのうた／〜工藤とそよぎの部屋〜　5. 鬼灯／6. やさしき瞳／7. GO NOW／〜カバー曲コーナー〜 8. サヨナラCOLOR（SUPER　BUTTER　DOG)／9. 瞳はダイアモンド（松田聖子）／〜おはなし〜　10. アルカディア／11. Silent night（新曲）／〜みんなでノリノリ〜　12. make a wish／13. 瞬間テレポート／14. 空中ブランコ／15. 陽だまりロンド／16. あなたのためにできること／en.手紙
- LIVE 2010 〜Fantastic Moment〜
2010年6月27日／SHIBUYA BOXX
1. 春枝タクト／2. ムーピーゲーム／3. リビングウィル／4. 嵐が丘／5. TOTAL KILLING／6. 金色の矢／7. 旅に出る（新曲）／8. リトルレディ／9. Silent night／10.雨のコンチェルト／11.地球の鼓動／12.はだかのこころ（新曲）／13.空中ブランコ／14.陽だまりロンド／15.あなたのためにできること／EN1. あなたの音／EN2. ヘブンリーブルー

アコースティックスタイル、サポートメンバー・・・key：SUNNY、ギター、マンドリン：佐藤ヒロタカ（ファルコン）
- LIVE 2010 PASSION
2010年10月31日／SHIBUYA BOXX
1.しずかな雨 ／〜Organ & MC〜／2.春枝タクト／〜 SE 〜／3.ムーピーゲーム／〜MC〜／4.青いブランケット／5.ブルー／6.影がない／7.神様のボート ／〜MC〜／8.やさしき瞳 （そよぎ弾き語り）／〜MC〜／9. スノージュエル（サップラ2人で）／〜MC〜／10.フレームアウト（ボサノバアレンジ） ／11.ヘブンリーブルー ／12.あなたのためにできること／〜MC〜／13.手紙／　〜 SE 〜　／14.TOTAL KILLING／15.エアポケット／16.陽だまりロンド／17.はだかのこころ／EN1.タイムトラベル（新曲）／〜MC〜／EN2.空中ブランコ
久々のバンドスタイル、サポートメンバー…key：SUNNY、ギター：佐藤ヒロタカ、ベース：アンソニー、ドラム：マツキチ

- 第5回 冬のサップラ大感謝祭 〜ピアノはともだち♪〜
2011年1月23日／SHIBUYA BOXX
アコースティックスタイル、サポートメンバー…key：SUNNY、ギター：Sammy（初参加）
28回目のワンマンライブ。凍結前最後のライブ。
1.雨のコンチェルト／2.瞬間テレポート／3.泣いてはいけない／4.Dear Princess／5.尊い瞬き（サップラ2人）／〜そよぎとピアノ〜／6.やさしき瞳／7.あなたのためにできること／8.ブルー／9.スワロウテイルバタフライ〜あいのうた〜（そよぎ.sunny.sammy)／10. Silent nignt／11. タイムトラベル／12. 地球の鼓動／13. ムーピーゲーム／14. 陽だまりロンド／15. はだかのこころ／E1. 旅立ちのうた　(サップラ2人)／E2. ヘブンリーブルー
- （参考）そよぎの部屋
2011年10月14日／四谷天窓
そよぎソロライブ。アコースティックスタイル、サポートメンバー…津田直士、佐藤ヒロタカ（ファルコン）
※工藤は裏方のスタッフとして。
（第一部）〜インプロビゼーション〜
1.タイムトラベル／2.糸（中島みゆきカバー）／3.人魚（NOKKOカバー）／4.青いブランケット／5.はだかのこころ／6.プロポーズ（作詞そよぎ・作曲津田直士）
（第二部）
1.金色の矢／2.しるし（Mｒ.Childrenカバー）／3.あなたのためにできること／〜リズムセッション〜／4.空中ブランコ／5.陽だまりロンド／6.スイートハート（ソロ新曲）（作詞そよぎ・作曲津田直士）
EN1.ピアノ（ソロ新曲）（作詞・作曲そよぎ）／EN2.ヘブンリーブルー
- 第6回冬のサップラ大感謝祭 〜解凍宣言!!〜
2012年2月18日／SHIBUYA BOXX
アコースティックスタイル、サポートメンバー…key：SUNNY、ギター：さとう操（佐藤ヒロタカ＝ファルコン）
1.瞬間テレポート／2.春枝タクト／3.悪戯なキス(新曲)／4.影がない／5.長いため息の終わり(新曲)／6.僕が一番欲しかったもの（槙原敬之のカバー）／7.雪の華（中島美嘉のカバー）／8.雨のコンチェルト／9.カウントダウン(新曲)／10.ヘブンリーブルー（Bossa Ver）／11.はだかのこころ／12.陽だまりロンド／〜過去の手紙〜13.あなたのためにできること／〜重大発表〜／EN1.未来の写真(新曲)／EN2.空中ブランコ
- サップラ・ア･ラ･モード〜昼のレモネード〜
2012年7月15日／STROBE CAFE
アコースティックスタイル、1日2回公演、30回目のワンマンライブ、サポートメンバー…key：津田直士、ギター：ファルコン（佐藤ヒロタカ）
1.メロディアス／〜あいさつ〜／2.あなたの音／3.青いブランケット／〜MC〜／4.リトルレディ／5.カウントダウン／6.しずかな雨／〜7.8.アンプラグド〜 7.アルカディア／8.ヘブンリーブルー／〜MC〜／9.地球の鼓動／〜MC〜／10.手紙／11.春枝タクト／〜MC〜／12.空中ブランコ／13.あなたのためにできること／〜MC〜／14.go now
- サップラ・ア･ラ･モード〜夜のエスプレッソ〜
2012年7月15日／STROBE CAFE
アコースティックスタイル、1日2回公演、サポートメンバー…key：津田直士、ギター：ファルコン（佐藤ヒロタカ）
1.Silent nignt／〜あいさつ〜／2.リビングウィル／3.長いため息の終わり／〜MC〜／4.影がない／5.search & destroy／6.TOTAL KILLING／〜MC〜／7.未来の写真／〜8.9そよぎの部屋〜　8.ピアノ／9.スイートハート／〜MC〜／10.フレームアウト／11.はだかのこころ／12.あなたのためにできること／〜MC〜／13.陽だまりロンド／〜MC〜／EN.カウントダウン
- サップラ・ア･ラ･モード』追加公演～祈りのソーダ〜
2012年8月10日／下北沢440(four forty)
サポートメンバー：key SUNNY、g ファルコン、カホン　KAZU
1.はだかのこころ／2.空中ブランコ／3.ヘブンリーブルー／4.未来の写真／5.影がない／6.長いため息の終わり／7.search＆destroy／8.旅にでる／9.しずかな雨／10.雨のコンチェルト／11.フレームアウト／12.Dear Princess／13.泣いてはいけない／14.あなたのためにできること／15.神様のボート／16.カウントダウン／en1.悪戯なキス／en2.陽だまりロンド
- 第7回　冬のサップラ大感謝祭　～冬萌の実るまで〜
2013年1月26日／Shibuya O-Crest
サポートメンバー：key SUNNY、g ファルコン、per　KAZU
～SE冬萌～／1.ハーモニー／～朗読～／2.あなたの音／3.my bird／4.影がない／5.長いため息の終わり／6.アフロディーテ／7.Allelujah（カバー）／8.She（カバー）／9.絶望の淵（新曲）／～朗読～／10.タイムトラベル／11.スノージュエル／12.地球の鼓動／13.はだかのこころ／14.カウントダウン／15.フレームアウト／～朗読～／16.あなたのためにできること／en1.陽だまりロンド
- ワンマンライブ　～Exhibition01〜　『右脳左脳』
2013年5月19日／下北沢440(four forty)
工藤さんとそよぎさん2人だけのライブ
- ワンマンライブ　～Exhibition02〜　『独白』
2013年8月11日／下北沢440(four forty)
前半は一人芝居を取り入れたライブ、後半は通常のライブ。『独白』脚本、演出　古田温彦(劇団 古田工務店)
サポートメンバー：ギター 池田ジンケ健児、パーカッション KAZU
- ワンマンライブ　『12+1年目のアニバーサリー』
2013年10月12日／Future SEVEN
南青山にある新しい会場でのアコースティックスタイルのライブ。工藤さんのお誕生日と、出会ってから13年目を記念して。
サポートメンバー：g.ファルコン,per.伊藤弘(カケラバンク),key.津田直士
1.しずかな雨／2.フレームアウト／3.絶望の淵／4.奇跡の人／～そよぎソロコーナー～　5.イチゴアイス／6.プロポーズ／7.スイートハート／8.インスト／9.カタストロフ／10.ロストハイウェイ／11.地球の鼓動／12.雨のコンチェルト／13.カウントダウン／14.空中ブランコ／15.あなたのためにできること／16.陽だまりロンド／EN1.アルカディア／EN2.プラトニック
- 『空とサップラ』～空を見ながらサップラを聴く会～
2013年12月22日（日）／ソラハウス
渋谷のマンションの屋上にある、ソラハウスというイベントスペースでのライブ。打楽器禁止とのことで、アコースティックスタイルのライブ。
カケラバンクの伊藤弘がシェイカーで1曲だけ参加。
～ 時刻、詩 ～  1.ハーモニー／～ MC ～ 2.ヘブンリーブルー／～ Bossa nova風 ～ 3.青いブランケット／～ 時刻、詩 ～ 4.新曲／～MC～　5.Make a Wish／6.旅にでる／7.プラトニック／～ 時刻、詩 ～ 8.カウントダウン／9.ムーピーゲーム／10.陽だまりロンド／～ 時刻、詩 ～　EN.go now
- 『再会ハルモニアー』
2014年3月9日（日）／四谷天窓
そよぎさんの無茶ぶり（？）からはじまった緊急ライブ。再開＋春＋ハーモニー。
サポートメンバー：ベース　藤ぼん、ギター　ちょめ、パーカッション　伊藤弘（カケラバンク）
1.しずかな雨／2.春枝タクト／3.カウントダウン／4.影がない／5.長いため気の終わり／6.ロストハイウェイ／7.木蓮の花／8.デブ子の恋（仮）／9.春の誓い（新曲）／10.やさしき瞳／11.雨のコンチェルト／12.あなたのためにできること／13.はだかのこころ／14.ムーピーゲーム／15.陽だまりロンド／EN1.リビングウィル
- (参考)こけら落とし公演
2014年8月22日（金）／下北沢WAVER
3アーティスト出演のトリで出演。
- 「はじまりの10月14年目の今を生きる。」～昼を生きる。
2014年10月13日（月・祝）／下北沢WAVER
久しぶりの1日2回公演。
1.質問／～あいさつ～／2. 34／～ギター ファルコン 呼び込み～／3.Silent nignt／4.金色の矢／～パーカッション 伊藤弘 呼び込み～／5.雨のコンチェルト／6.旅に出る／～ベース アンソニー 呼び込み、メンバー紹介～／7.ルージュの伝言／～MC～／8.風の谷のナウシカ／9.地球の鼓動／10.フレームアウト／～MC～／11.はだかのこころ／12.あなたのためにできること／EN1.陽だまりロンド
- 「はじまりの10月14年目の今を生きる。」～夜を生きる。
2014年10月13日（月・祝）／下北沢WAVER
久しぶりの1日2回公演。
1.絶望の淵／～あいさつ～／2.ロンググットバイ／～MC～／3.別れのうた／4.背中の菩薩／～MC～／5.i wish i was punk rocker／～メンバー呼び込み～／6.ひこうき雲／7.長いため息の終わり／8.影がない／9.search＆destroy／～メンバー紹介～／10.TOTAL KILLING／11.ロストハイウェイ／12.陽だまりロンド／～MC～／13.春の誓い／EN1.go now
- 『奇跡のメテオロス』
2015年1月24日／下北沢WAVER
バンドスタイル復活！
1.嵐ヶ丘／2.春枝タクト／3.ムーピーゲーム／4.ブルー／5.影がない／6.アフロディーテ／7.ダイアリー／8.ヘブンリーブルー／9.あなたの音／10.絶望の淵／11.カウントダウン／12.ジゴクノハテ／13.ロンググッドバイ／14.あなたのためにできること／15.陽だまりロンド／16.神様のボート／EN1.しずかな雨／EN2.春の誓い
- (参考)「春よ、恋」
2015年3月28日（金）／下北沢WAVER
アコースティック2マンライブ。laufen(札幌)とともに出演。
サポートメンバー：Gt：ファルコン、Bass：Anthony
- 『ファム・ファタールの徴、赤。』
2015年6月7日（日）／下北沢WAVER
前回に引き続き、バンドスタイルでのライブ。ギター：ファルコン、ベース：アンソニー、ドラム：KAZU。そよぎ、ギターに挑戦。
テーマが赤なので、メンバーは赤いものを身に着けて出演。そよぎさん：首飾り、工藤さん：靴、ファルコン：シャツ、アンソニー：ネクタイ、KAZU：ズボン。
1. 手紙／～ 挨拶 ～／2. メロディアス／3. カウントダウン／～ タイトルについて、MC ～／4. やさしき瞳／5. search&destroy／6. ロストハイウエイ／～ MC ～／7. 旅に出る ～ MC ～／8. 鬼灯 ～ MC ～／9. die away （新曲）／～ メンバー紹介、MC ～／10. 背中の菩薩／11. 雨のコンチェルト／～ MC ～／12. エアポケット／13. ジゴクノハテ／14. カタストロフ／15. 陽だまりロンド／16. リビングウィル／en1. ムーピーゲーム／en2. 空中ブランコ
- 『鮮烈なセルリアンブルー』
2015年9月6日（日）／下北沢WAVER
前回に引き続き、バンドスタイルでのライブ。ギター：ファルコン、ベース：アンソニー、ドラム：山口鷹 (初のサポート）
1.ヘブンリーブルー／～挨拶～／2.やさしき瞳／3.フレームアウト／～MC～／4.絶対服従（新曲）／5.アフロディーテ／6.マクベス／～7.8.アコースティック～／7.die away／8.あなたのためにできること／～MC～／9.Dear Princess／10.雨のコンチェルト／11.絶望の淵／～メンバー紹介～／12.青いブランケット／13.ムーピーゲーム／14.ジゴクノハテ／15.陽だまりロンド／16.go now／En1.しずかな雨～アコースティックバージョン～／En2.プラトニック
- 『Journey to the Evergreen』
2015年12月13日（日）／下北沢WAVER
前回に引き続き、バンドスタイルでのライブ。ギター：ファルコン、ベース：アンソニー、ドラム：山口鷹。
このワンマンライブ以降は、制作期間に入るため、ライブ活動をお休み。（半年～1年程の予定）
1.泣いてはいけない／2.瞬間テレポート／3.春の誓い／4.ブルー／5.長いため息の終わり／6.TOTAL KILLING／7.影がない／8.Make a Wish／9.あとはそれから（新曲）／10.アルカディア／11.タイムトラベル／12.あなたの音／13.絶対服従／14.ジゴクノハテ／15.カタストロフ／16.陽だまりロンド／En1.die away／En2.神様のボート
- 『サップラ15周年記念感謝祭～お楽しみ会～』
2017年4月27日（木）／原宿ストロボカフェ
工藤さんとそよぎさん、2人だけで、前半はトーク＆秘蔵映像、後半はアコースティックライブ。Sunnyさんが1曲だけゲスト出演。
1.春枝タクト／2.メロディアス／3.search & destroy／4.フレームアウト／～スペシャルゲスト SUNNY ～ 5.Swallowtail Butterfly ～あいのうた～（カバー）／ ～ストリートスタイルでお届け～　6.カウントダウン／7.空中ブランコ／8.あなたのためにできること／9.陽だまりロンド／10.アイノコトバ（新曲）
- 『the sad sad planet 15th Anniversary LIVE ～アイノコトバ～』
2017年11月11日（土）／SHIBUYA TAKE OFF 7
『アイノコトバ』のレコーディングメンバーが集う一夜限りのスペシャルライブ。
1.あなたのためにできること／2.Dear Princess／3.空中ブランコ／4.アフロディーテ／5.TOTAL KILLING／6.マクベス／7.絶望の淵／8.地球の鼓動／9.真白き鳥(新曲)／10.フレームアウト／11.青いブランケット／12.ムーピーゲーム／13.ジゴクノハテ／14.陽だまりロンド／15.アイノコトバ／EN1.雨のコンチェルト／EN2.ヘブンリーブル―
- 『マンゴジュウ～新曲発表会～』
2018年10月13日（土）／晴れたら空に豆まいて
緊急ライブ。サポートメンバーとして、パーカッション 伊藤弘（カケラバンク）、ギター 新メンバー 今川瞬が参加。
1.しずかな雨／2.やさしき瞳／3.はだかのこころ／4.嵐が丘／5.Search & Destroy／6.ロストハイウェイ／7.スノージュエル／8.冬のサクラ／9.あなたのためにできること／10.空中ブランコ／11.陽だまりロンド／12.真白き鳥／EN1.アイノコトバ
- 『サップラ・カフェライブ』
2020年2月9日（日）／cafe nook(カフェヌック)
12:00～と15:00～の2部制（完全入替）。１ドリンクとプリン付き。音響のないカフェにて、完全生音ライブ
- 『新作発売記念ライブ』
2020年5月10日（日）／→新型コロナウイルス感染症の拡大状況のため中止